# دایکی شیناگاو
دایکی شیناگاو (ژاپنی: 品川 大輝؛ زادهٔ ۷ ژوئن ۱۹۹۰) یک بازیکن فوتبال اهل ژاپن است.
از باشگاه‌هایی که در آن بازی کرده‌است می‌توان به باشگاه فوتبال کاماتامار سان‌اوکی اشاره کرد.